# ミニチャレンジ
ミニチャレンジは、MINIによるモータースポーツである。

## BMW MINIによるワンメイクレース
2002年にイギリスでスタート、現在日本で開催される「ミニチャレンジ ジャパン」と中国を中心として開催される「ミニチャレンジアジア」がある。
日本では2017年エキジビションレース2戦と中国での1戦でスタート。

## レース専用車
ベース車両 BMW MINI F56 JCW
開発・制作：MINI CHALLENGE UK

## クラス 【イギリス】
- JCWクラス
- Cooper AM クラス
- Cooper S クラス